# Кижеватово
Кижева́тово — мокшанское село в Бессоновском районе Пензенской области, административный центр Кижеватовского сельсовета.
Расположено на реке Шеликшей в 18 км к юго-востоку от села Бессоновка, в 7 км к востоку от Заречного и в 18 км от Пензы.
Через село проходит шоссе М5 Москва—Челябинск. Ближайшая железнодорожная станция — Леонидовка (в 10 км).

## Название
По версии М. С. Полубоярова гидроним Селикса восходит к булгарско-чувашскому языческому имени Селик (варианты в документе 18 в.: Селиска, Селяк, Селек, Силика), ис — «вода, река». Селик ис «Селикова река».

## История
- 1681 г. — основание села Богданом Понакшиным между речками Инра и Отвель.
- 1709 г. — в д. Селиксе Засурского стана Пензенского уезда 155 дворов, 729 жителей.
- 1718 г. — 67 дворов, 349 жителей (сокращение численности населения вследствие бегства.
- 1748 г. — д. Селиксы Засурского стана Пензенского уезда — 229 жителей.
- 1780 г. — в Городищенском уезде, со второй половины 19 в. — Чемодановской волости.
- 1782 г. — село Рождественское, Селикса тож: 210 дворов, 83 десятины усадебной земли, 2720 десятин пашни, 1094 десятин сенокоса, 4012 десятин леса, всей земли — 8034 десятин. Село располагалось по обе стороны речки Селиксы и большой дороги из Пензы в Городище, церковь во имя Рождества Христова деревянная.
- 1837 г. — крестьяне переведены в разряд государственных, занимались в основном земледелием и скотоводством, частично лесными промыслами.
- 1877 г. — в селе Селиксе 2 православных церкви, школа, почтовая станция, 2 лавки, 2 постоялых двора.
- 1879-81 гг. — в селе действует народнический кружок.
- 1912 г. — село Селикса Чемодановской волости Городищенского уезда, 660 дворов.
- 1955 г. — центральная усадьба колхоза имени Шверника.
- 1963 г. — село переименовано в Кижеватово[3] в честь Героя Советского Союза, начальника пограничной заставы, героя обороны Брестской крепости в первые недели войны Андрея Митрофановича Кижеватова (1907—1941). В селе установлен бюст и открыт музей его имени.
- 2000-е гг. — в селе действуют крупная птицефабрика «Заречная», амбулатория, средняя школа, детский сад.
- 2004 г. — 877 хозяйств, 3482 жителя.

## Население
| 1709  | 1718  | 1782  | 1864  | 1877  | 1897  | 1910  |
| ----- | ----- | ----- | ----- | ----- | ----- | ----- |
| 779   | ↘349  | ↗1296 | ↗2680 | ↗2838 | ↗3715 | ↗4076 |
| 1926  | 1959  | 1970  | 1989  | 1998  | 2002  | 2010  |
| ↘3830 | ↘3124 | ↗3343 | ↘3108 | ↗4087 | ↘2691 | ↗3191 |
| 2021  |       |       |       |       |       |       |
| ↗3670 |       |       |       |       |       |       |

Национальный состав: мордва — 55 %.

## Экономика
- В селе действуют крупная птицефабрика «Заречная». В 2013 г. запланировано открытие площадки «Заречная» в составе Васильевской птицефабрики.
- Подготовлен крупный проект строительства индустриального парка «Кижеватово» площадью 137 га[10]. Предполагается, что на территории промышленного парка будут размещены предприятия по производству быстровозводимых конструкций (сэндвич-панелей), домов из оцилиндрованного бревна и пиломатериалов, теплоизоляционных материалов, техники и приборов для жилищно-коммунального комплекса.

## Интересные факты
В окрестностях Кижеватова есть археологические памятники научного значения: Селиксенский могильник, Селиксенское городище, 2 селища — одно древней мордвы II—VII вв.(Трофимлашма) и три — XII—XIII вв.(Круталатка, Балабанов родник), курган.
Селиксенский могильник, — археологический памятник древней мордвы III—VII вв. у села Кижеватова (бывшего села Селикса) Бессоновского района Пензенской области. М. Р. Полесских в 1952—1957, 1959, 1968 исследовал 160 захоронений. Для раннего периода селиксенского могильника (III—IV вв.) обычна ориентировка погребённых головой на запад. В V—VII вв. для части мордовских племён, предков мордвы мокши, характерной стала южная ориентировка. Находки селиксенского могильника — ценный источник для изучения древнейшей истории мордовского народа, процессов формирования его материальной и духовной культуры: по ним можно проследить эволюцию древнемордовских украшений (височные подвески с грузиком, сюлгамы, нагрудные бляхи и другие.), орудий труда, предметов вооружения.